# Journey to the Center of the Eye
Albums de Nektar
A Tab in the Ocean
(1972)
Journey to the Centre of the Eye est le premier album du groupe anglais Nektar. C'est un concept-album sorti en novembre 1971 sur le label allemand Bellaphon Records.

## Historique
Il a été enregistré entre juin et août 1971 dans les studios de Dieter Dierks à Cologne. Celui-ci est l'ingénieur du son et prend part à la production aux côtés du groupe et de Peter Hauke. 
L'album raconte l'histoire d'un astronaute qui quitte la Terre à bord d'une fusée en direction de Saturne, à l'aube d'une guerre nucléaire mondiale. La fusée est interceptée par une soucoupe volante, dont les occupants sont en train d'observer depuis plusieurs années le comportement des humains et leurs habitudes guerrières. Les extra-terrestres offrent à l'astronaute de découvrir la vie dans leur galaxie, ce qu'il accepte, et le vaisseau quitte notre système solaire. L'astronaute découvre la beauté et la sérénité de la nouvelle galaxie où l'atmosphère lui fera faire d'incroyables rêves et lui inculquera un grand savoir. Voulant en connaître encore plus, il voyagera à grande vitesse à travers une vallée, il trouvera "l'Oeil" suspendu dans l'espace, "L'Oeil qui voit tout". Il entre dans l'oeil, deviendra "l'Oeil" et verra tout ce qu'il y a à voir, aussi bien que la beauté que l'horreur, avant de réaliser que tout cela existe sur Terre, mais est caché par toutes les guerres. Son esprit essaie d'avertir tous ceux qui y sont disposés de prendre soin d'eux et de comprendre que la Terre va vers sa totale destruction. Son esprit le ramènera finalement à son point de départ, où il verra la destruction de la Terre.

## Liste des titres
- Tous les titres sont signés par le groupe.

1. Face 1
2. Prelude - 1:25
3. Astronauts Nightmare - 6:27
4. Countenance - 3:33
5. The Nine Lifeless Daughters of the Sun - 2:55
6. Warp Oversight - 4:10
7. The Dream Nebula (part 1) - 2:14 
Face 2
8. The Dream Nebula (part 2) - 2:26
9. It's All in the Mind - 3:22
10. Burn Out My Eyes - 7:50
11. Void of Vision - 2:02
12. Pupil of the Eye - 2:47
13. Look Inside Yourself - 0:54
14. Death of the Mind - 1:57
Titres bonus version remastérisé 2004
15. 1-2-3-4 (single version) - 3:55
16. Do You Believe in Magic (single version) - 3:50

## Personnel
- Roye Albrighton: chant, guitares.
- Ron Howden: batterie, percussion, chœurs.
- Derek Mo Moore: basse, chœurs.
- Alan Taff Freeman: claviers, chœurs.
- Mick Brockett: projections, light show, composition (textes)